# Casa di via Graziosa
La casa di via Graziosa, sull'Esquilino a Roma, è il sito di un'abitazione dell'epoca repubblicana che si affacciava sul Vicus Patricius, nota per essere decorata da una serie di affreschi con paesaggi dell'Odissea che oggi sono conservati nella Biblioteca Apostolica Vaticana dei Musei Vaticani.

## Storia e descrizione
L'abitazione fu scoperta nel 1848, durante i lavori di scavo per la costruzione di un edificio, in una strada oggi non più esistente, a cui si è in parte sostituita l'attuale via Cavour. I pannelli che raffigurano episodi dell'Odissea erano collocati nella parte alta della parete dell'ambiente principale, secondo una disposizione che ha un parallelo nei rilievi nilotici dell'atrio della villa dei Misteri di Pompei.
I soggetti sono le Ulixis errationes per topia citate anche da Vitruvio, cioè i viaggi di Ulisse con sfondo di paesaggi. L'uso di questi paesaggi rompeva la monotonia di una parete, sfondandola prospetticamente in maniera illusionistica.

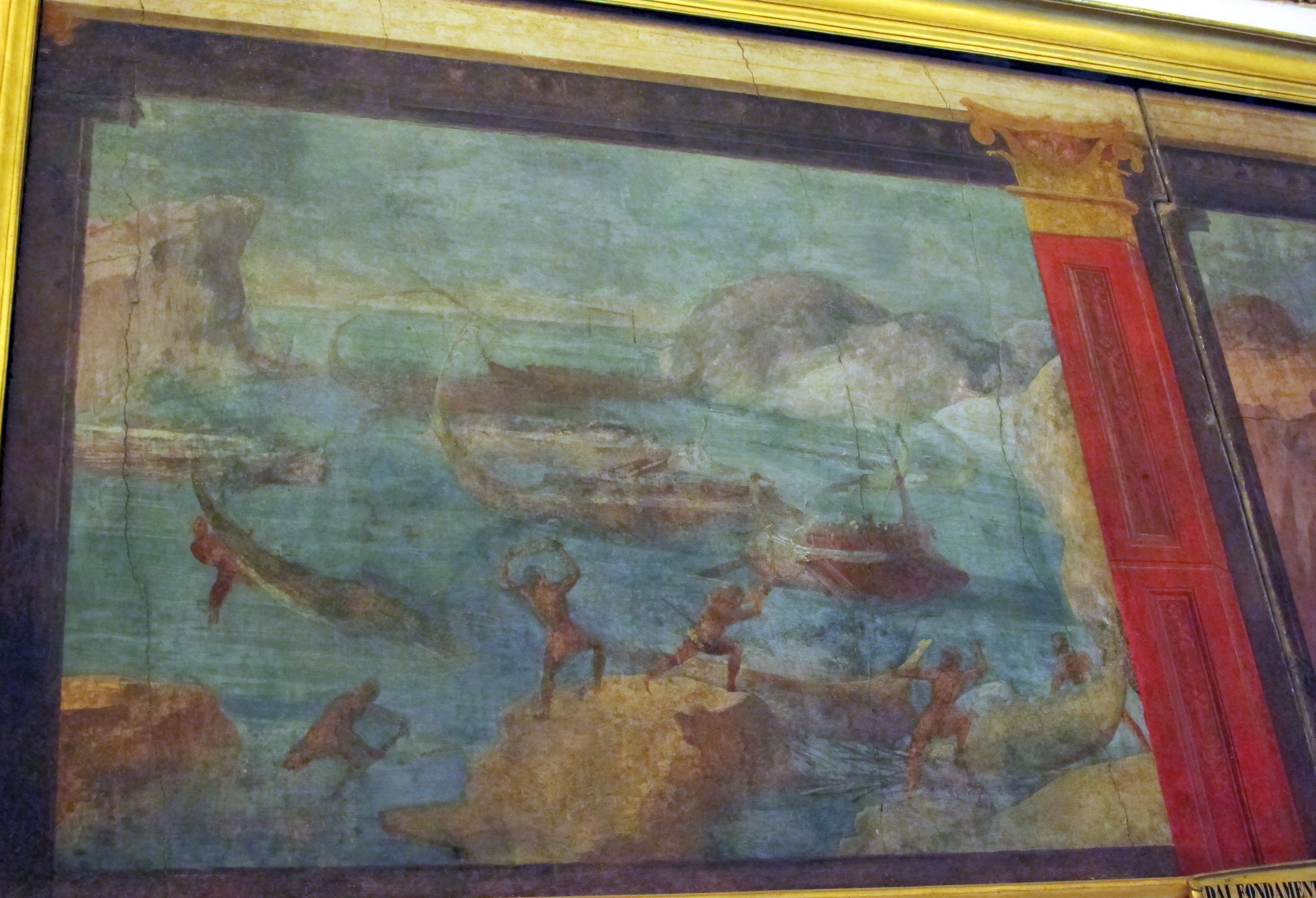
Attacco dei Lestrigoni

Uno dei pannelli più vivaci è quello dell'Assalto dei Lestrigoni, con figurette disseminate in un vasto paesaggio, comprendente una visuale aerea e riempito di rocce e alberi, con pastori ed animali.
Le tonalità scelte si armonizzano bene tra di loro e la tecnica scelta è di tipo quasi "impressionistico", secondo un metodo che venne ampiamente usato fino a tutta l'epoca medio-imperiale nella decorazione di fregi minori e di pinakes a sportello.
La rappresentazione è altresì minuziosa, col nome di ciascun personaggio scritto vicino in greco, con un accurato filologismo che lascia supporre la presenza di modelli ben precisi, magari forniti dalle illustrazioni dei poemi effettuate nell'ambito della biblioteca di Alessandria.
La datazione degli affreschi oscilla tra il primo ellenismo e i periodi successivi. Appare più attendibile l'ipotesi della metà del I secolo a.C. circa, quando in altri monumenti si trova una certa inclinazione all'omerismo, riprendendo modelli orientali del II secolo a.C. (casa del Criptoportico, casa di Ottavio Quartione, portico del tempio di Apollo, Tabulae Iliacae).